# 森川俊方
森川 俊方（もりかわ としかた）は、下総生実藩の第12代（最後）の藩主。
嘉永3年（1850年）1月、出羽松山藩の第6代藩主酒井忠方の六男として生まれる。文久2年（1862年）12月16日、生実藩の第11代藩主森川俊徳が死去したため、その末期養子となって家督を継いだ。12月23日、将軍徳川家茂に拝謁する。12月28日、従五位下・内膳正に叙位・任官する。
慶応4年（1868年）の戊辰戦争では、2月に家臣を上京させて新政府に恭順を誓い、4月16日に上洛した。閏4月29日に帰国の許可を得た。10月7日に東京に入り、12月には市中取締役を務めている。明治2年（1869年）6月24日の版籍奉還で生実藩知事に任じられ、明治4年（1871年）7月の廃藩置県で免職された。
明治10年（1877年）11月7日に死去した。享年28。

## 系譜
父母
- 酒井忠方（実父）
- 森川俊徳（養父）

正室
- 牧野鈺子 ー 牧野節成の五女

子女
- 森川恒（長男）